# Hypolaïs polyglotte
Hippolais polyglotta
Espèce
Statut de conservation UICN

 LC  : Préoccupation mineure
L'Hypolaïs polyglotte (Hippolais polyglotta) est une espèce d'oiseaux de la famille des Acrocephalidae. C'est un visiteur d'été en France.

## Description
Il a le dessus gris-brun olivâtre et le dessous jaune, plus net sur la gorge et le haut de la poitrine. Le ventre et les flancs sont lavés de gris jaunâtre. Il possède un petit sourcil jaune, pas toujours visible. Son bec est orangé et relativement long.
Les deux sexes sont indistinguables ; les juvéniles ont tendance à avoir un dessous et des ailes plus pâles.
Cet oiseau mesure 12 à 13,5 cm de longueur pour une envergure de 18 à 20 cm et une masse de 8 à 14 g.

### Chant
L'hypolaïs polyglotte émet un chant mélodieux et ténu, souvent bien en évidence au sommet d'un buisson. Le chant est généralement constitué d'une seule longue phrase, avec un rythme assez élevé et des variations de vitesse, et inclut des notes nasales. Il émet parfois un pépiement proche de celui des moineaux.
L'hypolaïs polyglotte est capable d'imiter certaines autres espèces, mais n'est pas très efficace, contrairement à ce que son nom pourrait laisser penser. De fait, certaines strophes ressemblent un peu à celles de certaines fauvettes comme la fauvette passerinette, ou à la rousserolle verderolle, mais son chant peut être distingué grâce aux notes nasales et au rythme plus élevé.

## Écologie et comportement

### Régime alimentaire
L'hypolaïs polyglotte se nourrit principalement d'invertébrés, incluant majoritairement des diptères (mouches), mais aussi des sauterelles, des papillons, des fourmis, des coléoptères, des pucerons et des araignées. Il consomme également des baies et des fruits en été, comme les ronces, les cerises ou les figues.
Il chasse ses proies dans les buissons denses ou la canopée et les attrape d'un coup vif.

### Reproduction

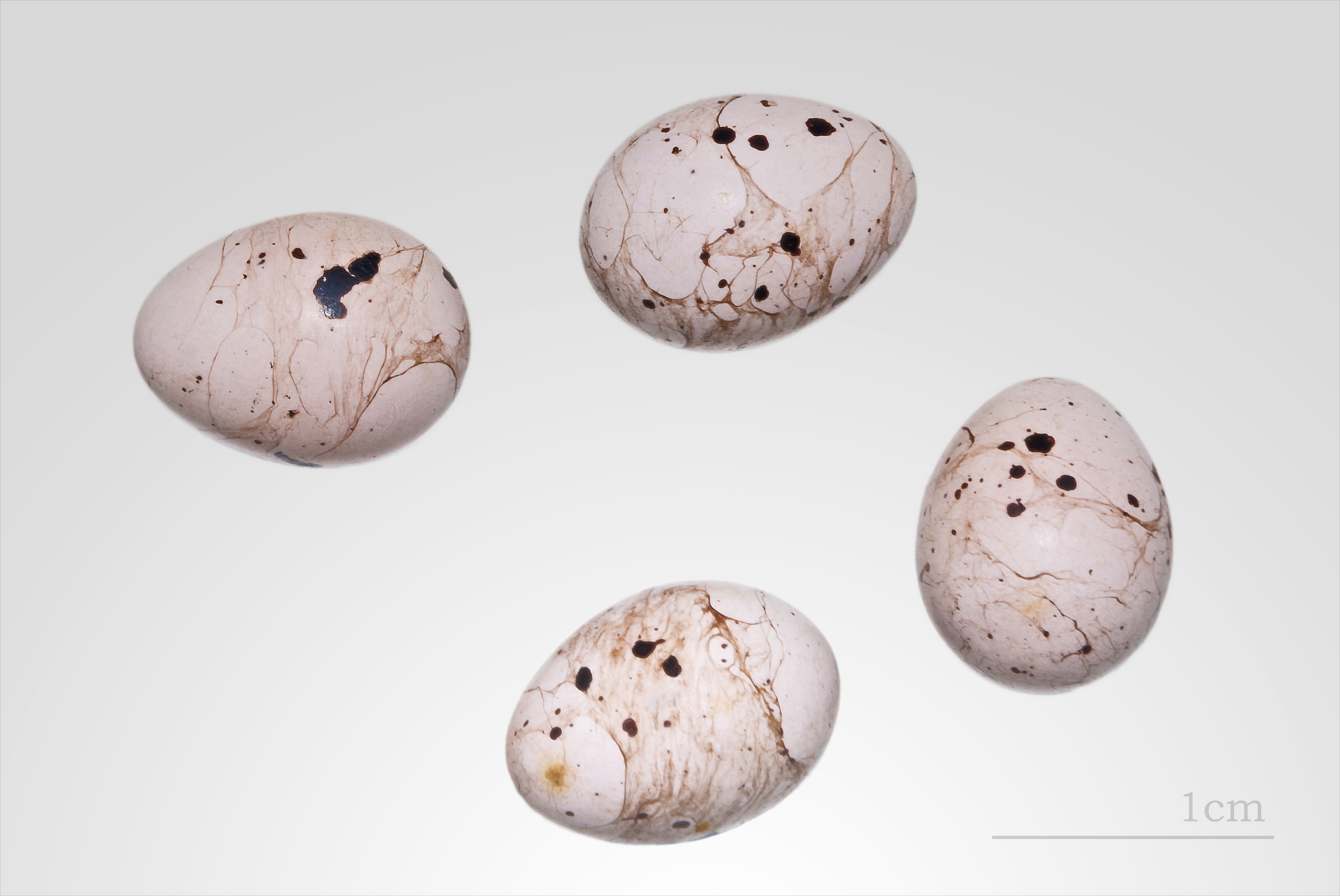
Œufs d’Hypolaïs polyglotte Muséum de Toulouse

#### Nid
Son nid est un bol constitué d'herbes, de jeunes pousses et de brindilles, souvent recouvert d'écorce ou de lichen et doublé de racines, de laine ou de fourrure. 

#### Site du nid
Il s'installe dans les haies, les buissons, dans l'enfourchure d'un arbre à faible hauteur entre 70 cm et 2m au-dessus du sol.

#### Nichée
La femelle pond 4 à 5 œufs lilas, ponctués et tachés de noir avec des filaments foncés. Puis couve seule pendant une durée de 12 à 13 jours. Les deux parents nourrissent les petits, qui peuvent quitter le nid dès l'âge de 11 à 13 jours.

## Répartition et habitat

### Répartition
Durant la période de reproduction, l'hypolaïs polyglotte vit dans l'ouest de l'Europe et dans le nord du Maghreb. Plus précisément, on peut le trouver dans toute la France, la péninsule ibérique, et l'Italie ; on le retrouve également dans des parties de la Slovénie, de la Croatie et de la Suisse, ainsi que dans le sud-ouest de l'Allemagne, le sud de la Belgique et le Luxembourg. En Afrique du Nord, on le retrouve seulement dans le nord du Maroc, de l'Algérie et de la Tunisie.

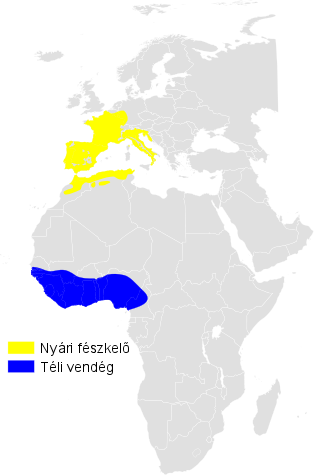
Jaune : nidification ; Bleu : hivernage

### Migration
L'hypolaïs polyglotte est un grand migrateur nocturne et fréquente l'Afrique de l'Ouest durant l'hiver, entre le Sénégal et la Cameroun. Il quitte sa zone de reproduction entre fin juillet et le début septembre, pour arriver dans sa zone d'hivernage entre septembre et novembre. Il repart vers le nord entre fin février et avril, arrivant entre avril et mai.

### Habitat
Cet oiseau fréquente les milieux chauds et ouverts qui sont parsemés de buissons et d'arbres, les haies épaisses, les bois, les ⁣⁣vergers⁣⁣, les jardins et les parcs. Il apprécie également les bords des rivières.
Dans sa zone d'hivernage, on peut aussi le trouver dans les savanes boisées.

## Systématique
L'espèce Hippolais polyglotta a été décrite par l'ornithologue français Louis Jean Pierre Vieillot en 1817, sous le nom initial de Sylvia polyglotta. Il est monotypique, bien que relativement proche de l'hypolaïs ictérine et de l'hypolaïs d'Upcher.

### Synonyme
- Sylvia polyglotta Vieillot, 1817 Protonyme